# Marione Ingram
Pour les articles homonymes, voir Ingram.
Marione Ingram, née Oestreicher le 9 novembre 1935 à Hambourg, est une survivante de la Shoah, militante des droits civiques pacifiste et autrice juive allemande. Elle émigre aux États-Unis en 1952, où elle rencontre son mari Daniel Ingram. En 2023, le couple se fait connaître en protestant contre le soutien des États-Unis envers Israël, dans le cadre du conflit dans la bande de Gaza.

## Biographie

### Jeunesse en Allemagne nazie
En 1934, Emil Oestreicher, militant pacifiste et communiste, épouse Margarete, femme au foyer juive. Marione naît le 9 novembre 1935 à Hambourg, deux mois après l'entrée en vigueur des lois de Nuremberg. Emil est violenté par les soldats de la SA pour ses convictions et son refus de divorcer de son épouse, leur union étant devenue illégale. Afin d'éviter plus de harcèlement et entrer dans la résistance intérieure au nazisme, il rejoint la Luftwaffe. Plusieurs membres de la famille maternelle de Marione sont déportés ou tués en raison de leur judéité.
Margarete Oestreicher et ses filles reçoivent le papier les informant qu'elles seront déportées à Theresienstadt le 23 juillet 1943. Margarete fait cacher ses filles dans la famille et tente de se suicider. Cependant, Marione revient dans l'appartement et sauve sa mère qui avait ouvert le gaz dans l'appartement. Margarete et Marione ne seront pas déportées en raison du bombardement de Hambourg peu après, du 25 juillet au 3 août 1943. Les bunkers sont cependant interdits aux juifs, elles durent encore se cacher un an et demi jusqu'à la fin de la guerre,.

### Militantisme aux États-Unis

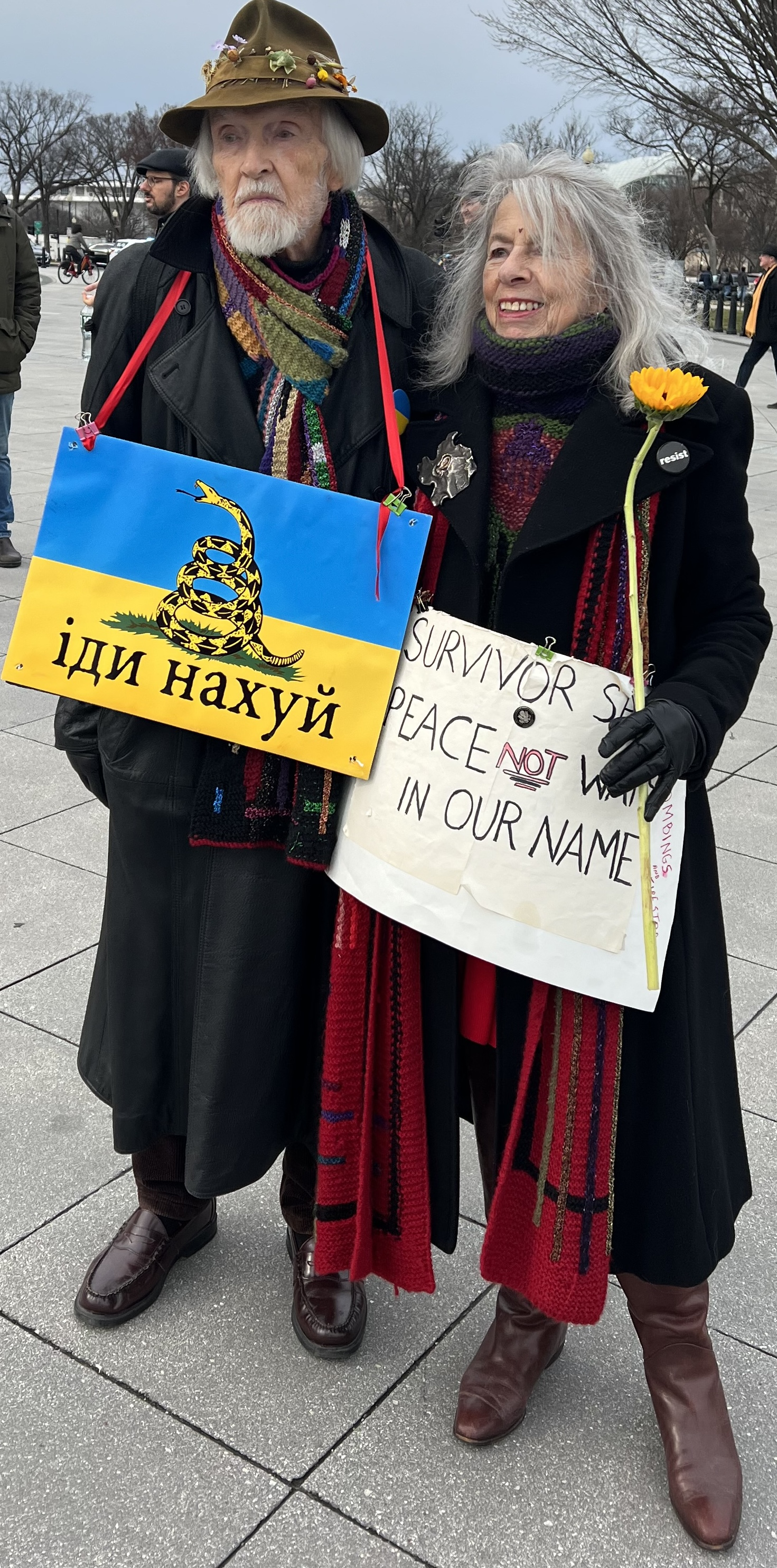
Daniel et Marione Ingram à une manifestation pro-ukrainienne en 2023.

Survivante de la Seconde Guerre mondiale avec son père, sa mère et deux de sœurs, Marione émigre aux États-Unis quelques semaines avant son dix-septième anniversaire en 1952. Elle fait le lien entre ségrégation raciale qu'elle constate aux États-Unis et ce qu'elle vécu sous le troisième Reich, s'engageant pour le mouvement américain des droits civiques. Dans les années 1960, elle aide à ouvrir une freedom school, participe aux sit-ins et à la marche sur Washington pour l'emploi et la liberté. Le Ku Kux Klan, organisation suprémaciste blanche, la menacera et brûlera la freedom school,.
Marione Ingram milite pour les droits des femmes aux États-Unis, pour la paix au Viêtnam et en Ukraine.
À la suite de la répression israélienne dans la bande de Gaza à la suite de l'attaque du Hamas d'octobre 2023, Marione Ingram s'engage pour la paix et contre l'exacerbation du conflit par Israël. En janvier 2024, elle affirme que sa présence lors d'une conférence à Hambourg fut annulée pour ses propos pro-palestiniens. En février, elle appelle le président Joe Biden à cesser de soutenir le génocide des Palestiniens.

## Vie privée
Marione Oestreicher épouse l'avocat Daniel Ingram (né en 1931). Le couple est plusieurs fois arrêté pour son militantisme. Marione et Daniel Ingram quittent les États-Unis pour l'Europe après la réélection de Ronald Reagan, avant de revenir dans les années 2000.